# Спињана (Пистоја)
Спињана је насеље у Италији у округу Пистоја, региону Тоскана.
Према процени из 2011. у насељу је живело 78 становника. Насеље се налази на надморској висини од 780 м.